# Bachham (Prien am Chiemsee)
Bachham ist ein Gemeindeteil des Marktes Prien am Chiemsee im Landkreis Rosenheim.

## Geschichte
Ab etwa 1120 unter den Namen „Bachain“, auch „Pachaheim“ oder „Bacheim“ belegt, im 12. Jahrhundert „Bacheim“ oder „Pachheim“, später um 1736 als „Pachhamb“. Der Name ist aber vermutlich deutlich älter, Endungen auf -ham bzw. -heim zählen zur zweitältesten Namensschicht in der Siedlungsgeschichte.
Bachham war ein Gemeindeteil von Wildenwart. Am 1. Mai 1978 wurde diese im Rahmen der Gebietsreform in Bayern aufgeteilt, der Nordteil mit Bachham wurde nach Prien am Chiemsee eingemeindet.